# محوطه سلاچان پارودبار
محوطه سلاچان پارودبار مربوط به عصر آهن است و در شهرستان رودبار، بخش عمارلو، روستای پارودبار واقع شده و این اثر در تاریخ ۱۱ شهریور ۱۳۸۲ با شمارهٔ ثبت ۹۹۳۵ به‌عنوان یکی از آثار ملی ایران به ثبت رسیده است.